# Pyglet
pyglet은 게임 및 기타 멀티미디어 애플리케이션 생성을 위한 객체 지향 애플리케이션 프로그래밍 인터페이스를 제공하는 파이썬 프로그래밍 언어용 라이브러리이다. pyglet은 마이크로소프트 윈도우, macOS 및 리눅스에서 실행된다. BSD 허가서에 따라 배포된다. pyglet은 알렉스 홀크너(Alex Holkner)에 의해 처음 만들어졌다.
다중 모니터는 물론 창 모드 및 전체 화면 작업도 지원한다. MP3, Ogg/Vorbis 및 윈도우 미디어 오디오를 포함한 오디오 형식을 지원하기 위해 Libav 패키지를 사용하는 선택적 AVbin 플러그인이 제공하는 추가 기능을 통해 다양한 형식의 이미지, 비디오 및 사운드 파일을 기본적으로 수행할 수 있다. DivX, MPEG-2, H.264, WMV 및 Xvid와 같은 비디오 형식도 지원한다,
다른 많은 라이브러리에 비해 pyglet의 장점은 외부 종속성이 필요하지 않으며 순수 파이썬 C 컴파일러인 ctypes 라이브러리를 사용한다는 것이다. OpenGL을 기반으로 구축되었다.

## 같이 보기
- Pygame
- Cocos2d